# Bobby Trainor
Robin „Bobby“ Trainor (* 25. April 1934 in Castledawson; † unbekannt) war ein nordirischer Fußballspieler. Als Rechtsaußen hatte er seine erfolgreichste Zeit beim Coleraine FC und gewann mit dem Klub im November 1958 den Gold Cup. Obwohl er kein Länderspiel für die nordirische A-Nationalmannschaft absolviert hatte, war er Teil des Kaders anlässlich der WM-Endrunde 1958 in Schweden. Dort kam er jedoch nicht zum Einsatz und war lediglich in der Heimat „auf Abruf“.

## Sportlicher Werdegang
Nachdem Trainor in seiner Jugend Auswahlspieler auf der Position des Linksaußen gewesen war, schloss er sich nach Anfangsjahren bei den Ballyclare Comrades im Verlauf der Saison 1956/57 dem nordirischen Erstligisten Coleraine FC an. Dort war er dann ab der folgenden Spielzeit 1957/58 Stammkraft als Rechtsaußen und kam erstmals im November 1957 für eine nordirische Ligaauswahl im Windsor Park gegen eine britische Militärelf zum Einsatz. Am Saint Patrick’s Day 1958 war er ein zweites Mal in der Mannschaft vertreten und stand dem irischen Pendant in Dublin gegenüber. Gleich fünfmal war er Teil der nordirischen Amateurauswahl und schoss dabei zwischen Januar 1958 und Februar 1959 insgesamt drei Tore. Höhepunkt war im November 1958 der 1:0-Finalsieg gegen den Glentoran FC im Gold Cup. Während dieser Zeit befand er sich auf seinem sportlichen Zenit und wurde schließlich auch für den nordirischen Kader bei der WM-Endrunde 1958 in Schweden nominiert. Dort reiste er jedoch als Ersatzmann nicht mit zum Turnier und auch in der Folgezeit blieb er ohne A-Länderspiel.
Eine Vereinskarriere im englischen Profifußball war ihm nicht vergönnt; ein entsprechendes Probetraining beim Zweitligisten Doncaster Rovers war nicht von Erfolg gekrönt. Vielmehr verdingte er sich in der Saison 1959/60 in der unterklassigen Southern League, bevor er in der nordirischen Heimat die Laufbahn beim Glentoran FC, Derry City und Limavady United ausklingen ließ. Ein letztes Engagement soll in Garvinstown gewesen sein. Viele Jahrzehnte später verstarb Trainor, wobei sowohl das Todesjahr (als gesichert gilt zwischen 2020 und 2022) als auch der Ort unbekannt sind.

## Titel/Auszeichnungen
- Gold Cup: 1958/59